# Biesendorf
Biesendorf ist der am weitesten nördlich gelegene Stadtteil von Engen im baden-württembergischen Landkreis Konstanz in Deutschland.

## Geschichte
Biesendorf entstand in der späten Ausbauzeit nach 750 und wurde 1324 erstmals urkundlich erwähnt. Im 18. Jahrhundert hatte die Suche nach Bohnerzen besondere Bedeutung. 1806 kam Biesendorf gemeinsam mit der fürstenbergischen Herrschaft von Hewen zum badischen Amt Engen, nach dessen Auflösung 1936 zum Kreis Donaueschingen und 1939 zum Landkreis Konstanz.
Am 1. Dezember 1971 wurde Biesendorf nach Engen eingemeindet.

## Lage und Verkehrsanbindung
Biesendorf liegt nordöstlich des Kernortes Engen an der Kreisstraße 6128. Östlich verläuft die Bundesstraße 491 und südwestlich die Bundesautobahn 81. Westlich fließt der Burgstaller Bach und östlich der Biesendorfer Bach. Nördlich liegt der 862 Meter hohe Witthoh.
An der Einmündung des Kriegertals in das Talmühletal befindet sich der Weiler Talmühle, einer von zwei Engener Halten der Schwarzwaldbahn. Der Verkehrshalt in Talmühle wurde etwa 1975 aufgegeben.